# (32001) Golbin
2000 HF51 (asteroide 32001) é um asteroide da cintura principal. Possui uma excentricidade de 0.19879100 e uma inclinação de 2.28194º.
Este asteroide foi descoberto no dia 29 de abril de 2000 por LINEAR em Socorro.